# Le Billet de Waasmunster

Le Billet de Waasmunster est un périodique belge trimestriel, issu du journal d'entreprise Manta Nieuws.

## Origines
Il portait à l’origine le nom  « Le billet du patron ». Celui-ci est apparu pour la première fois en septembre 1964 dans le numéro 9 du Manta Nieuws, un hebdomadaire publié en 1500 exemplaires en français et en néerlandais pour le personnel des usines Manta de Waasmunster et d’Opwijk en Belgique. Le bulletin hebdomadaire comprenait  diverses rubriques (sociales, sportives, familiales…) à l’intention du personnel des usines Manta dont l’activité principale était la fabrication de couvertures textiles.
C’est ainsi que le « patron » des usines Manta, Henri de Lovinfosse crée une nouvelle rubrique sous le nom « Le billet du patron » où il écrit un premier article sous le titre « Chacun porte sa responsabilité » qui donnera suite à une longue série d’articles. L’objectif recherché est d’aborder dans ce billet différentes questions sociétales, de donner aux personnels des usines le point de vue du "patron" et d’apporter ainsi une réflexion différente de celle véhiculée habituellement  par la presse locale.

## La rédaction
Selon le journaliste André Van Bosbeke, le rédacteur en chef du Billet de Waasmunster a été Hervé Pasqua qui est également administrateur du Cercle Royal Gaulois Artistique et Littéraire.
Parmi les plumes qui outre le « patron » déploient leur talent dans cette revue l'on peut remarquer celle de Georges Charlent, président du groupe Securex.

## L'apport deGustave Thibon
C’est ainsi que le 18 décembre 1964 un ami philosophe du "patron", Gustave Thibon, accepte de prendre sa plume et de développer pendant près de 30 ans, à raison d’au moins un article par mois, un thème d’actualité en l’enrichissant des enseignements que nous ont laissés les grands penseurs et philosophes à travers les âges. Le premier article de Gustave Thibon s’intitulait « Qu’est ce que l’intelligence ».

## Évolution du "Billet"
À la mort du "patron", en septembre 1977, son fils Luc de Lovinfosse (né à Waasmunster le 1er février 1922), époux de Bernadette Guinotte (fille de Lucien Amédée Guinotte et d'Andrée van Dievoet, et descendante du grand industriel, philanthrope et franc-maçon Lucien Guinotte), nouveau "patron" de la société Manta, poursuit l’édition du billet sous le nom  « Le  Billet de Waasmunster » avec toujours la précieuse collaboration de Gustave Thibon.
Waasmunster est le nom du village en Belgique qui abrite le siège de la société « Manta S.A. ». 
À la suite de la liquidation de la société Manta en 1988, Luc de Lovinfosse continue la publication du Billet de Waasmunster en choisissant  parmi les centaines d’articles déjà publiés ceux qui se prêtent toujours à l’actualité. En effet, les nombreux sujets traités par le philosophe Gustave Thibon, inspiré de la sagesse des anciens, rendent ces articles intemporels. Si le monde évolue, le comportement de ceux qui composent la société reste immuable au travers des âges, et les enseignements de nos ancêtres restent toujours d’actualité. 
Thibon allait mourir quasi-centenaire puis, à la suite du décès de Luc de Lovinfosse en mai 2007, son fils Gaëtan de Lovinfosse (né le 12 décembre 1952), M. B. A. de l'université de Dallas, poursuit avec son oncle Jean de Lovinfosse l’édition du "Billet" en s’efforçant également de reproduire les articles proches de l’actualité et en ajoutant des réflexions propres à alimenter le débat entre les lecteurs.
Aujourd’hui Le Billet de Waasmunster est toujours édité en Belgique mais uniquement en langue française et envoyé aux lecteurs abonnés situés principalement en Belgique, en France et au Canada. Le quatre-centième numéro du billet, devenu un trimestriel, est sorti en décembre 2008.